# Europenism
Europenismul este o poziție politică care favorizează integrarea europeană și aderarea la Uniunea Europeană (UE). Acesta include și federaliștii europeni mai radicali, care caută să creeze un singur superstat cunoscut informal ca „Statele Unite ale Europei”. Un termen conex este „Eurofil”.
Ca atare, este opusul euroscepticismului, care se referă la atitudinile politice sceptice față de integrarea europeană sau opuse acesteia.